# 南無
南無（なむ、なも）とは、敬意、尊敬、崇敬をあらわすサンスクリット語の間投詞「ナモ（नम namo）」を音写した漢訳仏教語であり「那謨」とも音写される。「ナモ」は、「ナマハ（नमः namaḥ）」の語末が連声（サンディ）によって変化した形であり、「ナマハ」には「曩莫・南麼（なうまく）」という音写が与えられる。また、音写ではなく意味を取って「帰命」と訳されることもある。一般に帰依の同義語として使われる。

## ヒンディー語での用例

### ナマステー
ナマステー（नमस्ते）は、「ナマス（namas 礼します） + テー（te あなたに対して）」（teは二人称単数与格の附帯辞、また子音tの前に来るために連声によってnamaḥの語末がsとなっている）というサンスクリット語句（貴方に敬礼します）に由来し、ヒンディー語では「こんにちは・さようなら」「ありがとう」といった日常の挨拶言葉として用いられる（日本語の「どうも」ほど軽々しくはないが機能としてはそれに近い）。「帰命」という漢訳から連想されるような強く宗教的な意味で使用されているわけでは必ずしもない。ヒンドゥー教徒・仏教徒・ジャイナ教徒の間で使われ、イスラム教徒やシーク教徒は通常使わない。

### ナマスカール
ナマスカール（नमस्कार）は、ナマステーの丁寧な形であり、年長者や尊敬すべき相手に対して、また宗教的文脈に於いて、特に用いられる。

## 仏教での用例

### 浄土教
浄土教においては南無は「おまかせいたします」という信仰対象への自己の帰投、または信仰告白を意味する。

### 名号
浄土宗及び多くの浄土真宗系列宗派では阿弥陀仏に南無を付けて南無阿弥陀仏（なむあみだぶつ、浄土真宗本願寺派ではなもあみだぶつ）と称える。
時宗では南無阿弥陀仏（なもあみだぶ）と唱えさえすれば、往生できるとされる。
日蓮宗では南無妙法蓮華経（なむみょうほうれんげきょう）と唱える。
日蓮正宗では題目は（なんみょうほうれんげきょう）と唱える。
真言宗では南無（または、南無大師）遍照金剛（へんじょうこんごう）と唱える。
禅宗では南無本師釈迦如来大和尚（ほんすしきゃじらいだいおしょう）、南無本師釈迦牟尼如来（ほんししゃかむににょらい）と唱えることがある。
中国、台湾の仏教では「南無」をそれぞれ「拼音: nāmó、ナーモー」、「拼音: námó、ナーモー」と読ませ、現代中国語の通常の漢字音「nán」、「wú」とは異なる特殊音となっている。唱える時は「南無阿彌陀」か「阿彌陀佛」の形で用いられることが多い。

### 南無三
南無三（なむさん）とは、仏教で南無三宝（なむさんぽう）の略。三宝とは仏、法、僧のこと。咄嗟の危難に対して助けを乞うまじないとして使用されることもある。